# Châteauneuf-de-Galaure
Châteauneuf-de-Galaure là một xã của tỉnh Drôme, thuộc vùng Auvergne-Rhône-Alpes, miền đông nam nước Pháp.